# Alessandro Cilli
Alessandro Cilli (ur. około 1565 w Pistoi, zm. w 1639) – śpiewak nadworny, sekretarz królewski Zygmunta III Wazy, pisarz i historyk.
Przyjął święcenia kapłańskie, a w 1596 wyjechał do Polski, gdzie pozostał do 1617. Był wówczas agentem księcia Toskanii i księcia Urbino, których informował o sytuacji w Polsce w związku z nadziejami na triumf kontrreformacji i perspektywą nawrócenia Rosji na katolicyzm.
Po powrocie do Pistoi w 1627 opublikował tam obszerne dzieło, liczące ponad 350 stron, Historia delle sollevationi notabili seguite in Pollonia (Historia buntów możnowładczych w Polsce), opisujące ważniejsze rokosze szlacheckie w latach 1606-1608 oraz Historia di Moscovia dell'Ationi Heroiche e memorabili imprese dell'Invittissimo Sigismondo III Re di Pollonia (Historia Moskwy czasów heroicznych i pamiętne wspomnienia o gościnnym królu Polski Zygmuncie III).